# Phrynosoma blainvillii
Phrynosoma blainvillii är en ödleart som beskrevs av  Gray 1839. Phrynosoma blainvillii ingår i släktet paddleguaner, och familjen Phrynosomatidae. Inga underarter finns listade i Catalogue of Life.
Arten förekommer i södra Kalifornien (USA) och på halvön Baja California (Mexiko). Ödlan lever i låglandet och i bergstrakter upp till 2450 meter över havet. Den vistas i skogar, buskskogar och gräsmarker. Ofta hittas kolonier av myror i samma region. Arten är sällsynt i områden med introducerade myror. Phrynosoma blainvillii gräver sig ofta ner i grunden och gömmer sig. Honor lägger ägg i jordhålor.
Beståndet hotas av landskapsförändringar. Hela populationen minskar men den är fortfarande stor. IUCN listar arten som livskraftig (LC).